# Namu, der Raubwal
Namu, der Raubwal (Originaltitel: Namu, the Killer Whale) ist ein US-amerikanischer Abenteuerfilm von László Benedek für Ivan Tors Productions aus dem Jahr 1966 mit Robert Lansing, John Anderson, Robin Mattson, Richard Erdman und Lee Meriwether in den Hauptrollen. Alternativtitel sind Namu, der Killerwal und Namu, ihr bester Freund.

## Handlung
Der Meeresbiologe Hank Donner wird mit seinem Freund, dem Fischer Deke, Zeuge, wie andere aufgebrachte Fischer, allen voran deren Anführer Joe Clausen, mit ihrem Boot eine Gruppe von Killerwalen über das Wasser verfolgen und ein Tier aus der Herde mit einer Gewehrkugel tödlich verletzen. Der sterbende Wal schwimmt noch in die Bucht, wo der Forscher sein Lager aufgeschlagen hat, bevor es dort verendet. Donner registriert dieses Verhalten der verängstigten Anwohner mit großem Missfallen und Sorge, will er die Meeressäugetiere doch erforschen und nicht umbringen. So kümmert sich Hank Donner dann auch um den männlichen Wal, der seiner Partnerin in die Bucht gefolgt ist und dort ganz offensichtlich um den Verlust seiner Partnerin trauert. Donner ist fasziniert von dem Killerwal und beschließt ihn, da er keinerlei Anstalten macht, den toten Körper des weiblichen Tiers zu verlassen, der in der seichten Bucht gestrandet war, bei sich zu behalten. Selbst als am nächsten Morgen der Kadaver des weiblichen Tieres abtransportiert wird, verharrt das männliche Tier in der Bucht und stimmt Klagegesänge an. Donner beschließt dem Tier zu helfen und es vor den wütenden Zugriffen der besorgten Anwohner und Fischer zu schützen.
Der Meeresbiologe fährt mit dem Boot in die Stadt, um bei Kate Rand, die ein Warenhaus im Ort führt, ein 180 Meter langes Fischernetz zu kaufen, um die von ihm gepachtete Bucht für die übrigen Fischer abzusperren. Kaum in der Siedlung angekommen schlägt ihm die unverhohlene Ablehnung der Bürger des Ortes entgegen. Seine freundliche und offene Art wird dort nur mit stummem Argwohn quittiert. Im Laden bei Kate erwartet ihn schon Joe Clausen mit seinem Kollegen Burt und einem älteren Fischer. Diese versuchen Hank in ihrer eigenen Haltung durch Vorurteile bestärkt von seiner Idee den Orca zu schützen abzubringen, da die Lachssaison unmittelbar bevorsteht und erste Lachsschwärme bereits gesichtet wurden, was ihnen bei Hank Donner jedoch nicht gelingt. Als Joe Clausen Kate mit Kaufboykott droht, kann sie durch ihre einnehmende, verbindliche aber bestimmte Art die Stimmung noch einmal neutralisieren. Sie lässt sich nicht erpressen. Die Tatsache, dass Kate und Hank sich mögen, ist auch für die Anwesenden unübersehbar. Kates Tochter Lisa, die das Gespräch mitanhörte, wird aufmerksam, als die Sprache auf den gefährlichen Ruf der Killerwale kommt. Lisa leidet darunter, dass ihr Vater bei einer Tauchexpedition ums Leben kam, man seinen Leichnam aber niemals bergen konnte. Die Kinder im Ort, allen voran der großspurige Nick, versuchen Lisa zu hänseln und er quält sie mit der erfundenen Geschichte, dass ihr Vater wohl bei seinem Tauchgang von einem Orca verschlungen wurde.
Hank, der zurück in der Bucht sofort das lange Netz spannt und somit die Fischer auf Abstand hält, sieht seine Chance das emotionale Verhalten des Schwertwals zu erforschen. Um das Tier aus nächster Nähe zu studieren, wagt sich Hank Donner, sehr zum anfänglichen Missfallen von Deke, bei seinen Studien immer weiter vor. Ein starkes Richtmikrofon wird ins Wasser gelassen, um die Gesänge des Wals zu studieren. Alle Versuche jedoch, den Wal zu füttern, schlagen fehl, weil dieser einfach jede Nahrung verweigert. Erst als eines Tages Lisa, Kate Rands Tochter, in die Bucht kommt, um sich den Meeressäuger einmal aus nächster Nähe anzuschauen, gelingt es Hank, das Vertrauen des Tieres zu gewinnen, indem er ihm mit einem Schrubber den Körper und die Rückenflosse krault. Die junge Lisa unterstützt ihn bei seinen Bemühungen. Und zusammen mit dem Mädchen gelingt es Hank, den Killerwal mit der Hand zu füttern und damit zu dokumentieren, dass es sich bei dem intelligenten Tier keineswegs um die vielfach besungene Bestie handelt, die in Büchern und in den Geschichten der Leute als Menschenfresser verunglimpft wird. Nachdem Hank dem Mädchen die indianische Sage des Tieres Namu erzählt, um ihr die letzten Ängste zu nehmen, beschließen die beiden den Wal Namu zu taufen.
Lisa, die ihrer Mutter zu Hause glücklich von den neuen Ereignissen berichtet, hat ihren neuen tierischen Freund schnell ins Herz geschlossen und Kate ist Hank für seine wohlmeinende, fürsorgliche Art gegenüber ihrer Tochter mehr als dankbar. Als Lisa am nächsten Tag wiederkommt, um Namu zu füttern, tauchen auch die neugierigen Kinder aus dem Ort wieder auf. Nach anfänglicher Zurückhaltung und Scheu erkennen die Kinder aber bald, dass der Orca eher einem verspielten Delfin gleicht, denn einem angriffslustigen Raubtier. Nick, der diese Beobachtung mit Missfallen betrachtet, heckt einen bösen Plan aus, als er einen Köder mit gefährlichen Widerhaken am Bootssteg entdeckt, er wirft ihn nach der Fütterung, in der Vorgabe es den anderen Kindern gleichzutun als getarnten Fischhappen ins Wasser. Der Orca, der den Happen erst schluckt, wird ob des unverdaulichen verdächtigen Happens wild und versetzt die Kinder augenblicklich in Panik, die fluchtartig die Bucht verlassen.
Nachdem die Kinder ihren besorgten Eltern von dem Vorfall berichtet haben, ist das natürlich Wasser auf die Mühlen der Anwohner und man sieht sich zum Handeln gezwungen. Der halbe Ort ist ob der Geschichte auf den Beinen und findet sich in der Bucht des Meeresbiologen ein, der die aufgebrachte bewaffnete Schar aus Eltern mit ihren Kindern nur mühsam von Kurzschlussreaktionen abhalten kann. Die Stimmung ist gereizt und angespannt und Lynchjustiz liegt in der Luft. Hank, der in den zurückliegenden Tagen das Zutrauen des Tieres durch gemeinsame spielerische Aktionen im Wasser gewonnen hat, weiß sich nicht anders zu helfen, als den Anwohnern die Zutraulichkeit des gutmütigen Meerestieres gleich vor Ort zu demonstrieren, indem er zu dem Orca im Taucheranzug ins Wasser steigt, um mit ihm zu spielen. Die Anwohner anfänglich noch voller Sorge, Angst und Misstrauen, verfolgen das ungewöhnliche Schauspiel zwischen Mensch und Tier zunehmend gebannt und verblüfft. Bei Burt, Joe Clausens rechter Hand, bleiben letzte Zweifel und er ist ein ums andere Mal geneigt, das Gewehr zu benutzen. Erst Kate, die die gefährliche Situation vorausschauend erkennt und deshalb unverrichteter Dinge beherzt im Taucheranzug zu Hank und Namu in die Bucht steigt, kann eine Eskalation verhindern und die aufgeheizte Stimmung besänftigen. Die Situation scheint eigentlich gerettet, Kate und Hank sind zurück auf den Bootssteg geklettert und die Anwohner milde gestimmt, als Joe Clausen urplötzlich von der Meerseite her mit seinem Fischerboot und einem Gewehr in der Hand heran fährt und beginnt auf Namu zu schießen, ohne ihn jedoch aus der großen Entfernung zu treffen. Hank reagiert in Windeseile und schneidet an einer Seite das große Netz durch, damit Namu in die offene See fliehen kann. Clausen verfolgt das Meeressäugetier mit wildem Zorn und schießt weiter, ohne jedoch Namu zu treffen. Dieser reagiert nun seinerseits und bringt das kleine Boot des Fischers aus Notwehr zum Kentern. Hank und Deke, die im Boot den beiden nachgefahren sind, kommen rechtzeitig, um mit anzusehen, wie Namu den ins Wasser gefallenen Fischer vor dem Ertrinken rettet, der sich an ihm festklammern kann. Zu zweit ziehen sie Joe Clausen ins Boot, der geschockt aber geläutert zur Kenntnis nehmen muss, dass ihn der sogenannte Killerwal nicht nur nicht gefressen, sondern ihn im Gegenteil beschützt und obendrein das Leben gerettet hat.
Namu, der im offenen Meer inzwischen eine Gefährtin ausgemacht hat, schließt sich dieser kurzerhand an und verlässt die Bucht. Der Meeresbiologe ist froh und erleichtert über diese Entwicklung und kann Lisa trösten, weil man ja nicht für alle Zukunft sicher prognostizieren kann, ob Namu nicht doch eines Tages mal zu ihnen zurückkehren wird.

## Synchronisation
Die deutsche Synchronisation wurde 1972 erstellt.
| Rolle          | Darsteller     | Synchronstimme      |
| -------------- | -------------- | ------------------- |
| Hank Donner    | Robert Lansing | Rainer Brandt       |
| Joe Clausen    | John Anderson  | Horst Keitel        |
| Lisa Rand      | Robin Mattson  | Janina Richter      |
| Deke           | Richard Erdman | Franz Nicklisch     |
| Kate Rand      | Lee Meriwether | Lieselotte Rau      |
| Burt           | Joe Higgins    | Herbert Knippenberg |
| Nick           | Michael Shea   | Ilja Richter        |
| Carrie         | Clara Tarte    | Lilli Schoenborn    |
| Charlie        | Edwin Rochelle | Peter Elsholtz      |
| Dt. 'Erzähler' |                | Heinz Giese         |

## Kritiken
„Die Geschichte vom Wal Namu, der von einem Naturforscher gefangengehalten und an die Menschen gewöhnt wird, bis man ihm nach vielen Abenteuern wieder die Freiheit gibt. Eindrucksvoller Tierfilm, dessen Rahmenhandlung jedoch stark abfällt. Die faszinierenden Tieraufnahmen sind wirklich sehenswert.“

## Produktionsnotizen
Der Szenenbildner war Eddie Imazu. Die Spezialeffekte stammen von Earl McCoy, Franklin Milton und Al Strasser zeichneten für den Ton verantwortlich. Die Produktionsleitung hatte Herman E. Webber. Drehorte des Films lagen in San Juan Islands, Washington in den USA.
Eine DVD-Ausgabe erschien 2005.